# LHA (formato di file)
LHA è un formato di compressione file nato nel 1988 ad opera di Haruyasu Yoshizaki. Il primo programma che ne fece uso fu LHarc, scritto dello stesso creatore del formato. Una completa riscrittura di LHarc, che inizialmente si sarebbe dovuta chiamare LHx, fu distribuita col nome di LH. Al fine di evitare conflitti con il comando LH (Load High), introdotto nell'MS-DOS 5.0, il programma fu ribattezzato LHA.
Il formato .LHA è stato portato su un gran numero di piattaforme, tra cui computer giapponesi come lo Sharp X68000. Il primo programma in grado di farne uso su Amiga fu scritto da Stefan Boberg. Grazie ad Aminet, il più grande archivio software per Amiga, LHA divenne il formato di compressione più utilizzato su tale sistema.
Noto soprattutto con l'estensione alternativa di .LZH, questo formato è ormai poco usato in occidente ma ancora oggi molto diffuso in Giappone, dove gode di una popolarità paragonabile a quella dello ZIP. Ciò è dovuto essenzialmente al fatto che fu tra i primi formati di compressione utilizzabili sia su PC, sia su Macintosh, oltre che su molte macchine di grande successo nella madrepatria ma poco note all'estero. In Giappone, Microsoft ha distribuito un componente aggiuntivo per gestire gli archivi LHA/LZH sotto Windows XP. Le edizioni giapponesi di Windows 7 hanno il supporto già integrato, mentre con Windows 7 Enterprise ed Ultimate è possibile installarlo assieme al language pack giapponese.